# Чапман, Бен
Бен Чапман (англ. Ben Chapman; 3 мая 1991) — футболист, вратарь сборной Британских Виргинских Островов.

## Клубная карьера
Начинал профессиональную карьеру в клубах низших лиг Англии. Летом 2012 года перешёл в клуб чемпионата Уэльса «Эйрбас», за который сыграл 15 матчей в Премьер-лиге и 4 раза оставил ворота «сухими». 8 января 2013 года вернулся в английский «Лик Таун».

## Карьера в сборной
24 марта 2016 года дебютировал за сборную Британских Виргинских Островов в отборочном раунде Карибского кубка 2017 против сборной Мартиники, в котором отыграл все 90 минут. Матч закончился со счётом 3:0 в пользу Мартиники. Два дня спустя в матче со сборной Доминики также вышел на поле в стартовом составе, однако был заменён на 61-й минуте, пропустив 6 мячей. Итоговый счёт матча 7:0 в пользу Доминики.